# Crucifix de la basilique San Domenico de Bologne
Le Crucifix de la basilique San Domenico de Bologne  est une croix peinte a  tempera et or sur bois, réalisée par Giunta Pisano vers 1250-1254 et  conservée à la basilique San Domenico à Bologne.
Le crucifix de style Christus patiens est signé  à sa base : CVIVS DOCTA MANVS ME PINXIT IVNTA PISANVS. 